# کارل پریبرام

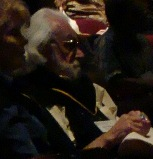

کارل ه. پریبرام (به انگلیسی: Karl H. Pribram) زادهٔ ۱۹۱۹ وین در اتریش، فیزیکدان و جراح مغز آمریکایی اتریشی‌تبار بود. همسر او کاترین نویل نویسنده آمریکایی بود.
وی استاد برجسته دانشگاه جرج میسون و دانشگاه جرج تاون در واشینگتن دی سی بود. او در ۲۰۱۵ درگذشت.
شهرت وی به‌خاطر تئوری مدل هولونومیکی مغز است که مربوط به فلسفه ذهن و موضوعات خودآگاهی می‌شود.